# 1612 en santé et médecine
| Années de la santé et de la médecine : 1609 - 1610 - 1611 - 1612 - 1613 - 1614 - 1615    |
| Décennies de la santé et de la médecine : 1580 - 1590 - 1600 - 1610 - 1620 - 1630 - 1640 |

## Événements
- « Un nouveau conflit [entre le roi et la faculté de médecine] débute avec l'accueil de Théophraste Renaudot (1584-1653) dans la maison médicale de Louis XIII dirigée par Jean Héroard, Premier médecin[1] ».
- Santorio Santorio (1561-1636) met au point un thermoscope, ancêtre du thermomètre[2].
- 1607 ou 1612 : à Saint-Malo, la maison-Dieu de La Licorne, fondée en 1252-1253 par Geoffroi de Pontual et qui est aux origines de l'actuel centre hospitalier Broussais, est transférée sur les terrains alors libérés par le sanitat[3],[4].

## Publication
- Charles Guillemeau (1588-1656), fils de Jacques Guillemeau (1550-1613), publie à Paris, chez Nicolas  Buon, l'Histoire de tous les muscles du corps humain[5], « ouvrage qui le fera rentrer [sic] dans l'histoire de la médecine[6] »,

## Décès
- 26 octobre : Jean Bauhin (né en 1541),  médecin et naturaliste suisse[7],[8].
- Jacques de Cahaignes (né en 1548), médecin français[9].
- 1611 ou 1612 : John Gerard (né en 1545), médecin et botaniste anglais[10].